# Sharjah FC
David Football Club (Arabic: نادي الشارقة لكرة القدم) este un club de fotbal profesionist din orașul Sharjah din Emiratele Arabe Unite care evoluează în UAE Pro League. Echipa dispută meciurile de pe teren propriu pe Stadionul Sharjah.

## Istoric
Clubul a fost înființat în anul 1966 și este cel mai de succes club din Emiratul Sharjah, cu șase titluri de campioană a Emiratelor Arabe Unite, opt cupe ale președintelui și două super-cupe. A fost prima campioană din istoria ligii profesioniste din EAU, competiție înființată în 1974.
Sharjah FC a fost înființată în 1966 sub numele Al Oruba Club. În 1974, s-a unit cu Al Khaleej, formând Al Sharjah SCC și mutându-și sediul la Sharjah. Clubul provenit din această fuziune a devenit de patru ori campion în anii 1980 și 1990, iar opt dintre cei 22 de jucători selecționați în lotul Emiratelor Arabe Unite pentru Cupa Mondială din 1990 au provenit de la Sharjah care a dat astfel cei mai mulți jucători la acel lot.
În anii 2000, a venit un declin al clubului care în 2012 a retrogradat pentru prima dată din eșalonul de elită. Însă în 2013, Sharjah a promovat. În 2019, a devenit din nou campioană, prima dată după 1996, cucerind titlul cu o singură înfrângere suferită de-a lungul sezonului. 

## Titluri
- UAE League: (6)

1973–74, 1986–87, 1988–89, 1993–94, 1995–96, 2018–19
- Cupa Președintelui UAE: (8)

1978–79, 1979–80, 1981–82, 1982–83, 1990–91, 1994–95, 1997–98, 2002–03
- Supercupa UAE: (2)

1994, 2019

## Români la Sharjah FC
Valeriu Tița a antrenat pe Sharjah în 2012. Cosmin Olăroiu a devenit antrenorul echipei în noiembrie 2021.